# 東京都立南多摩看護専門学校
東京都立南多摩看護専門学校（とうきょうとりつ みなみたまかんごせんもんがっこう）は、東京都多摩市に設置されている公立の看護専門学校。

## 概要
- 東京都立看護専門学校設置条例（1977年東京都条例第78号）に基づき、看護師を養成するために東京都内8番目の都立看護専門学校として1995年（平成7年）に東京都多摩市に開校した看護専門学校で、都立看護専門学校の中では最も新しい。
- 本校は看護専門学校にあたるため、東京都立の学校であるが、所管は東京都福祉保健局にあたる。
- 学生には高等学校卒業から間もない年齢の者のほか、社会人入試を実施しているため、30代から40代の学生も存在する特徴をもつ[1]。
- 2012年に実施された第101回看護師国家試験では6年連続となる全員合格を達成した[2]。

## 設置学科
- 看護学科（3年制課程）

## 学生生活

### 学園祭
- 体育祭 - 毎年4月に実施される。
- 南翔祭 - 一般の学園祭に相当する行事で、毎年11月に実施される。

### 学校行事
- 戴帽式 - 看護学生に対してナースキャップを授ける式典として毎年6月に催される。

## 施設

### 寮
- 南星寮 - 学校に隣接して設置されているワンルームタイプの寮がある。

## 所在地情報

### 所在地
- 本校（多摩市）:東京都多摩市山王下1丁目18番地1

### 交通
- 鉄道
  - 京王多摩センター駅（京王相模原線） - 徒歩15分
  - 小田急多摩センター駅（小田急多摩線） - 徒歩15分
- モノレール
  - 多摩センター駅（多摩都市モノレール - 徒歩15分